# بدرانلو
بدرانلو، روستایی از توابع بخش مرکزی شهرستان بجنورد در استان خراسان شمالی ایران است.

## جمعیت
این روستا در دهستان بدرانلو قرار دارد و براساس سرشماری مرکز آمار ایران در سال ۱۳۸۵، جمعیت آن ۹۱۰ نفر (۲۶۴خانوار) بوده‌است.

## زبان
ساکنان روستا کرد هستند و زبانشان کردی است.